# Гай Юлий Приск
Вижте пояснителната страница за други личности с името Приск.
Да не се бърка с узурпатора Приск от времето на император Деций
Гай Юлий Приск (на латински: Gaius Iulius Priscus; † 249 г.) е брат на римския император Филип I Араб. Той е преториански префект по време на императорите Гордиан III и Филип Араб.
Приск е роден в римската провинция Арабия, в днешна Южна Сирия. Син е на Юлий Марин, който вероятно е вожд на номадите. Името на майка му е неизвестно. Знае се обаче, че е брат на Марк Юлий Филип, по-късния император Филип Араб.
Приск започва кариерата си още при Гордиан III като преториански префект. От тази позиция той е в състояние да подкрепи преврата на брат си против Гордиан III. По времето на Филип остава преториански префект. През 245 г. е префект на провинция Месопотамия и легат на Коилесирия (Syria Coele, Koilesyrien, Celesiria). Високите данъци, които Приск налага, довеждат до избухването на бунтове сред населението.
Сведения за смъртта на Приск няма. Може би е умрял през 249 г. заедно с Филип Араб. Приск има съпруга с име Трифониана и син, който умира рано.